# Mellitus

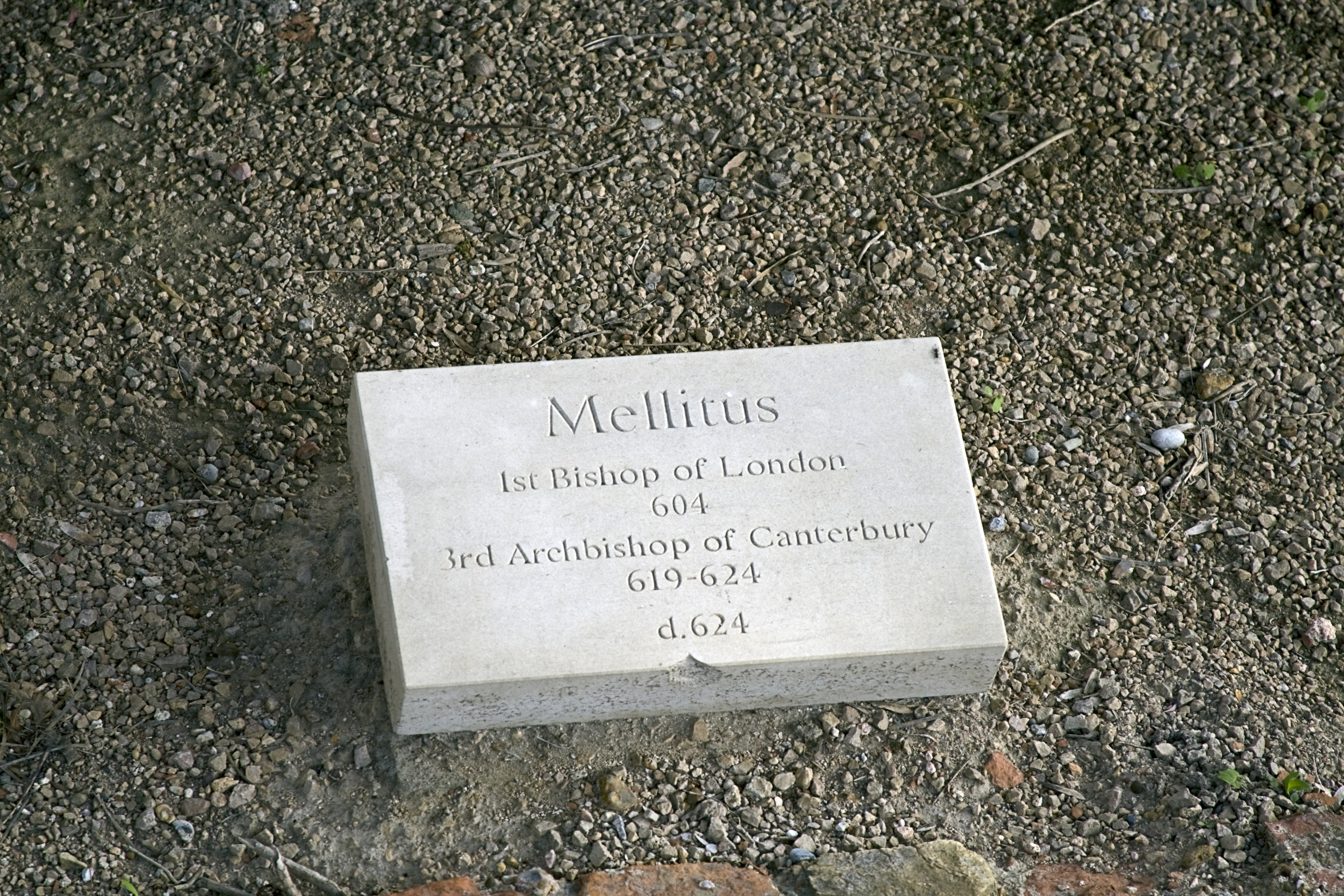
Moderner Gedenkstein auf dem Grab des Mellitus in St Augustine’s Abbey, Canterbury

Mellitus († 24. April 624) war der dritte Erzbischof von Canterbury.

## Leben
Er wurde im Jahr 601 von Papst Gregor I. nach England gesandt, als Antwort auf einen Appell von Augustinus von Canterbury um weitere Missionare. Mellitus wurde von Gregor beauftragt, das Pallium an Augustinus zu übermitteln, also die Ernennung zum Erzbischof, zusammen mit einem Buchgeschenk und allen Dingen, die gebraucht werden, für die Verehrung und die Priesterschaft in der Kirche.
Nach dem Übertritt König Sæberhts von Essex zum Christentum wurde London erneut Sitz einer Diözese Mellitus wurde von Augustinus zum Bischof von London ernannt und die St Paul’s Cathedral als bischöfliche Kirche gegründet.
Mellitus wurde 617 durch die heidnischen Söhne des Königs, Sexred, Saeward und einen weiteren, dessen Name nicht überliefert wurde, aus London vertrieben, als Folge seiner Weigerung, ihnen die Kommunion erst nach ihrer Taufe zu geben. Mellitus floh nach Gallien, wurde aber von Erzbischof Laurentius von Canterbury zurückgerufen, nach dessen Tod 619 er als Erzbischof von Canterbury folgte.
Beda beschreibt ihn als von adliger Geburt (Hist. Eccl., II, vii) und Papst Gregor als Abt (Letters, xi, 54, 59). Er mag Abt des Klosters St. Andreas gewesen sein, das von Gregor gegründet wurde, und zu dem Gregor, bevor er Papst wurde, und Augustinus, bevor er nach Kent gesandt wurde, gehörten.